# Halichoeres binotopsis
Halichoeres binotopsis es una especie de peces de la familia Labridae en el orden de los Perciformes.

## Morfología
Los machos pueden llegar alcanzar los 8,9 cm de longitud total.

## Distribución geográfica
Se encuentra desde Singapur hasta el oeste de Nueva Guinea (Indonesia) y Papúa Nueva Guinea.